# ACM Transactions on Graphics
ACM Transactions on Graphics (TOG) es una publicación científica de revisión por pares cuyo objetivo es diseminar los últimos descubrimientos en el campo de la computación gráfica. Ha sido publicado desde el 1982 por la Association for Computing Machinery. A partir de 2003, todos los artículos aceptados para presentarse en la conferencia anual SIGGRAPH son impresos por esta publicación en una versión especial de verano. 
En un ranking de 2008, TOG tuvo el quinto lugar en factor de impacto en el área de las ciencias de la computación.